# Pterygosquilla
Pterygosquilla is een geslacht van kreeftachtigen uit de klasse van de Malacostraca (hogere kreeftachtigen).

## Soorten
- Pterygosquilla armata (H. Milne Edwards, 1837)
- Pterygosquilla capensis Manning, 1969
- Pterygosquilla gracilipes (Miers, 1881)
- Pterygosquilla schizodontia (Richardson, 1953)